# Muara Upu

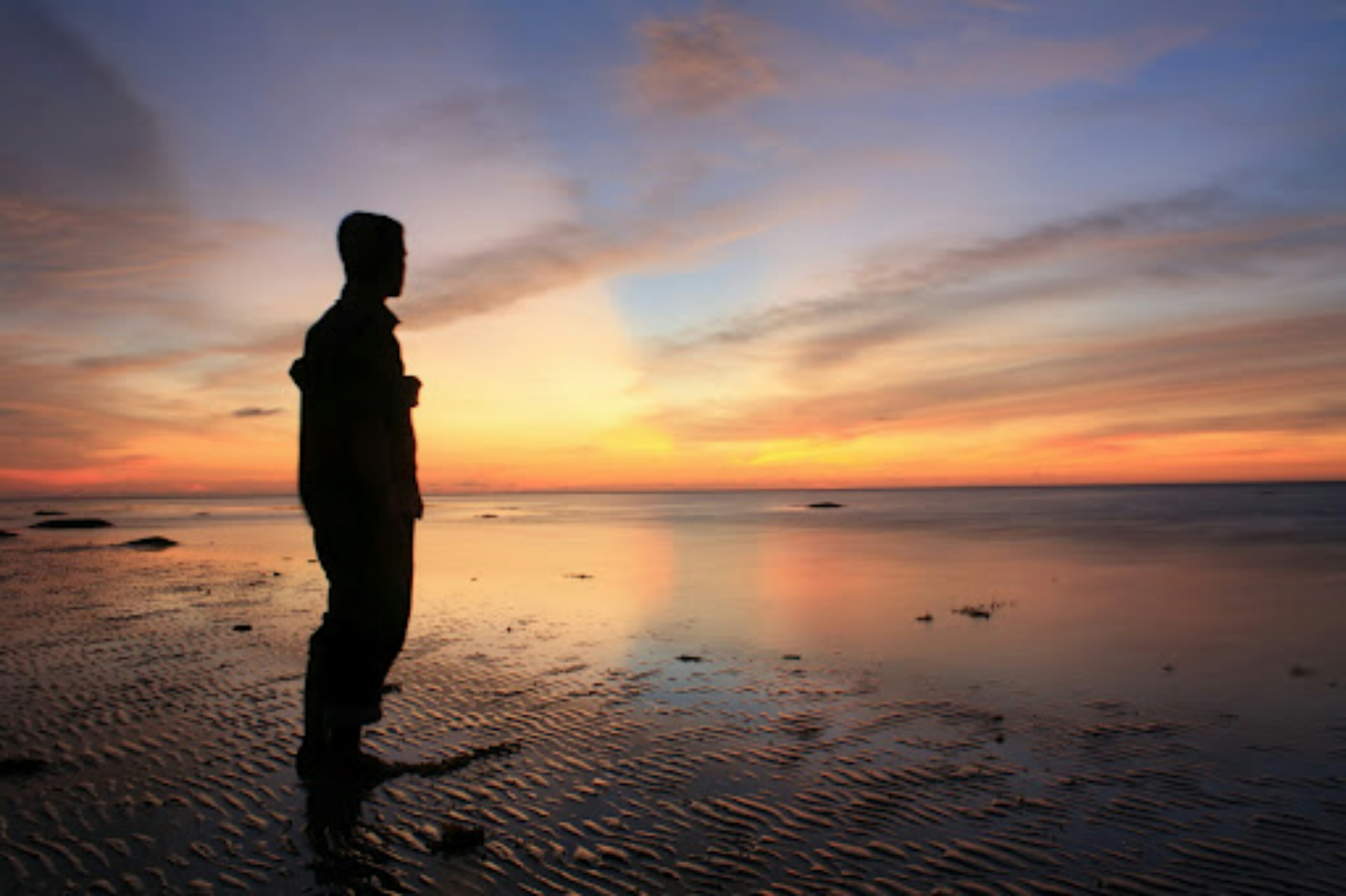

Muara Upu is een plaats in het bestuurlijke gebied Tapanuli Selatan in de provincie Noord-Sumatra, Indonesië. Het dorp telt 403 inwoners (volkstelling 2010).